# 聖理哲堂 (席車士打)
聖理哲堂（英語：St Richard of Chichester Church）是英格蘭西修適士郡席車士打的一座天主教堂區教堂，建於1958年，毗鄰聖理哲天主教小學。該堂為二級保護建築。 

## 外部連結
- 维基共享资源上的相關多媒體資源：聖理哲堂
- Parish of Our Lady and the Saints of Sussex site （页面存档备份，存于）